# Новый град
«Новый град» — эмигрантский общественно-философский журнал, основанный И. И. Бунаковым (Фондаминский),  Ф. А. Степуном и Г. П. Федотовым. В журнале активно публиковались известные христианские теоретики Н. А. Бердяев, С. Н. Булгаков, Н. О. Лосский.

## История журнала
Журнал был основан в Париже в 1931 году благодаря Илье Фондаминскому. Большинство номеров вышло в 1931-34 гг.
На страницах «Нового града» публиковались известные ученые, богословы и писатели.
Редакция журнала изначально противопоставляла свой проект фашизму и коммунизму, которые воспринимались как свидетельство упадка Европы.

В программном плане «новоградцы» опирались на религиозные идеи:
„Свобода личности и правда общежития, национальное и вселенское начала — где могут они быть примирены, внутренне и органически, вне христианства? Современное развитие «позитивной» мысли, консервативной, либеральной и социалистической — разбивает единство христианской правды в осколки. Каждый из них становится кривым зеркалом мира и односторонне-опасным орудием действия. Лишь христианство не эклектически, а целостно утверждает равенство целого и части, личности, и мира, Церкви и человеческой души. Христианство бесконечно выше социальной правды, христианству, в его трагическом развитии на путях истории, случалось тяжко погрешать против социальной правды, и все-таки осуществление социальной правды возможно лишь в христианстве: как общественное выражение абсолютной правды Христовой. Но мы не связываем приходящих к нам никакою исповедною формулой, довольствуясь наличностью известного духовного единства. Мы спрашиваем не о том, во что человек верует, а какого он духа. Под этим знаменем соединились мы в борьбе за правду Нового Града.“
Редакция и авторы журнала откликались на злободневные политические вопросы.
В последнем номере, вышедшем незадолго до вторжения Германии во Францию, редакция ставила вопрос о необходимости сопротивления «фашизму» со стороны «демократий».